# Jenny (Doctor Who)
 For alternative betydninger, se Jenny (flertydig). (Se også artikler, som begynder med Jenny)
Jenny, spillet af Georgia Tennant, er en fiktiv karakter i den britiske science fictionserien Doctor Who. Hun optræder i episoden "The Doctor's Daughter", der oprindeligt blev sendt den 10. maj 2008. Jenny er datter af seriens protagonist Doktoren, som er blevet skabt som et produkt af DNA taget fra væv på doktorens hånd. Karakteren blev skabt af manuskriptforfatteren Stephen Greenhorn.
Tennant er datter af skuespilleren Peter Davison, der spillede Doktorens femte inkarnation fra 1981 til 1984. Hun blev castet til rollen som Jenny efter hun var gået til audition til en mindre rolle i episoden "The Unicorn and the Wasp", og imponerede seriens producere. Efter "The Doctor's Daughter" var blevet sendt blev karakteren generelt godt modtaget, og mange spekulerede i om Jenny ville vende tilbage til serien. Georgia udtrykte også interesse for denne mulighed.